# 凱爾·紐曼
凱爾·紐曼（Kyle Newman，1976年3月16日—）是美國的一位演員、導演和作家。他是辛普森一家的設計者凱文·紐曼的弟弟。他是英超球隊阿森納的球迷。